# Rio Andelle
O rio Andelle é um rio localizado no norte de França (Alta-Normandia), e afluente do rio Sena. Nasce no departamento de Seine-Maritime, no pays de Bray, perto de Serqueux e Forges-les-Eaux, à altitude de 149 m.
Atravessa as comunas de:
- Em Seine-Maritime : Forges-les-Eaux, Rouvray-Catillon, Sigy-en-Bray, Nolléval, Morville-sur-Andelle, Le Héron, Elbeuf-sur-Andelle e Croisy-sur-Andelle.
- Em Eure : Vascœuil, Perruel, Perriers-sur-Andelle, Charleval, Fleury-sur-Andelle, Radepont, Douville-sur-Andelle, Pont-Saint-Pierre, Romilly-sur-Andelle e Pîtres, onde conflui com o rio Sena pela sua margem direita.

O caudal médio em Pitres é de 7,2 m³/s.